# Clemens Steyrer
Clemens Steyrer (* 12. November 1834 in Wolfratshausen; † 14. März 1902 in München) war ein deutscher Jurist und Schriftsteller.

## Leben
Der Sohn des gleichnamigen Münchner Juristen (1805–1899) studierte nach dem Abitur 1852 am Münchner Maximiliansgymnasium Rechtswissenschaften an der Ludwig-Maximilians-Universität in München und ließ sich anschließend als Rechtsanwalt und Notar in München nieder. Neben seiner juristischen Praxis verfasste Steyrer Reisebeschreibungen, kulturhistorisch geprägte Erzählungen und einen Roman. Seit 1876 gab er die „Wochenschrift des Volksvereins in Bayern“ heraus, in der er auch eigene Erzählungen veröffentlichte.

## Schriften (Auswahl)
Roman:
- Durch Irren zur Einsicht. Ein Sittenbild aus dem südbairischen Volksleben unserer Tage. Roman in 2 Bänden. G. Scheitlin, Stuttgart 1861

Erzählungen:
in: Friedrich Wilhelm Hackländer, Edmund Hoefer (Hrsg.): Hausblätter. Carl Krabbe. Stuttgart:
- Ein Drischlig im Gebirge. 1855, Bd. 3, S. 185
- Die Hexen-Lene. 1856, Bd. 4, S. 81, S. 188
- Das Rubensfest der Münchener Künstler 1857. 1857, 2. Bd., S. 226
- Eine Thomasnachtgeschichte. 1858, 1. Bd., S. 340
- Junger Liebe Glück und Leid. 1860, 1. Bd., S. 241
- Regine Waldmann. 1863, 1. Bd., S. 161
- Christabend, in: Wochenschrift des Volksvereins in Bayern, 1. Jg., Nr. 1, Bauer, Deggendorf, 20. Dezember 1876, S. 6–8
- Zufrieden, in: Wochenschrift des Volksvereins in Bayern, 1. Jg., Nr. 9, Deggendorf, 15. April 1877, S. 71–72

Reisebilder:
- Die Donaufahrt von Passau bis Budapest. Caesar Schmidt, Zürich 1888